# 19139 Apian
19139 Apian este o planetă minoră (asteroid), cu un diametru de 5,643 km, din centura de asteroizi. A fost descoperită pe 6 aprilie 1989 la Thüringer Landessternwarte Tautenburg⁠(d) de Freimut Börngen și a fost numită după Petrus Apianus. 
Obiectul prezintă o orbită caracterizată de o semiaxă mare de 2,5837356 UAi, o excentricitate de 0,08, o înclinație de 8,02415 ° în raport cu ecliptica.